# De twaalf asega's

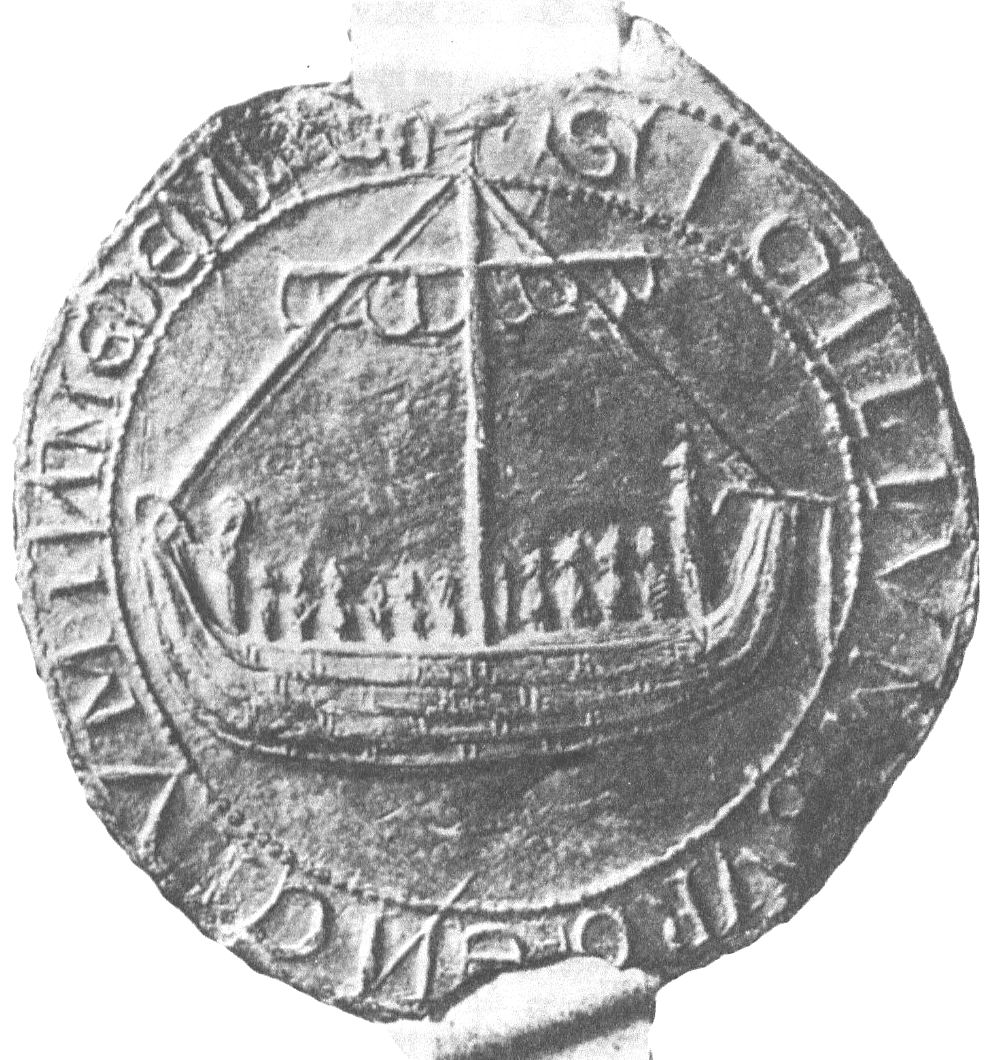
Stadszegel van Medemblik (1294)

De sage van de twaalf asega's (ook wel dertien asega's) is een Oudfriese tekst die het ontstaan van de rechtsorde behandelt. De vertelling, ook wel sage van de rechtsvinding genoemd, volgt op het verhaal over een tweegevecht tussen de koningen Karel de Grote en Radboud (Fan dae koningen Kaerle ende Redbad), waarin de Friese vorst zich gewonnen moet geven. Zijn onderdanen betonen hun trouw aan Karel de Grote, maar aarzelen hun traditionele wetten te laten vastleggen.
De sage is alleen overgeleverd in vijftiende- en zestiende-eeuwse handschriften, maar heeft oudere wortels. De oudste varianten worden vermeld in een afschrift van het Ommelander Landrecht van 1448, in het Jus Municipale, de Gesta Fresonum en Thet Freske riim (rond 1500). Er is ook een versie uit Sijbekarspel in West-Friesland uit 1662 bewaard gebleven.
Het verhaal knoopt mogelijk aan bij de overlevering dat Karel de Grote - volgens zijn biograaf Einhard - de wetten van al zijn onderdanen liet optekenen. De middeleeuwers waren dol op Karel de Grote, die als grondlegger van de Friese vrijheid werd gezien en verbonden hem met allerlei verhalen.

## Sage
De sage van de twaalf asega's vertelt dat koning Karel de Grote, nadat hij de Friese koning Radboud had overwonnen aan de Friezen vroeg hun recht te kiezen. Ze wezen daarvoor twaalf asega's aan. Toen deze na lang overleg aan Karel meedeelden dat zij er niet uitkwamen, gaf Karel ze de keuze of ze onthoofd (dan wel levend begraven) wilden worden, in slavernij wilden gaan of in een schip zonder roer, riem of touw (zeil) bij afgaand tij op zee gestuurd te worden. Ze kozen het laatste en dreven zo ver weg dat ze geen land meer konden zien. Nadat zij enige tijd stuurloos op zee hadden rondgedobberd, sprak hun voorman, die uit het geslacht van Widekin oftewel Wimode stamde:
Ik heb gehoord dat God onze Heer, toen hij op aarde was, twaalf jongeren had en dat hij zelf de dertiende was. En dat hij tot hen kwam bij gesloten deuren en hen troostte en hen leerde. Waarom zouden wij Hem niet bidden, dat Hij ons een dertiende zendt, die ons het recht leert en ons weer het land wijst.
Daarop vielen allen op hun knieën en baden innig. Nadat zij hadden gebeden stonden zij op. Daar zagen zij een dertiende aan de achtersteven zitten, met een gouden bijl (ene goldene axe, in andere tekstvarianten een krumholt, wellicht een stuurriem) op zijn schouder. Met deze bijl stuurde hij het schip aan land, tegen de wind en tegen de stroom in. Toen ze aan land kwamen, sloeg hij met de bijl op de grond en maakte zo een graszode los, waar een bron ontsprong. Daarom heet het:
Daar te Axenhowe en te Eswei zaten zij rondom de bron.
De dertiende onderwees hen, en wat hij leerde, verkozen de asega's tot recht. Niemand wist wie hij was, zo sterk leek hij op de anderen. Toen hij klaar was, waren er nog maar twaalf. Daarom moeten er (volgens meer recente versies van de sage) altijd dertien asega's zijn, zodat, wanneer zij het niet eens kunnen worden, zeven de zes kunnen overstemmen. Aldus is het landrecht van alle Friezen.
Het verhaal is uiteraard niet historisch; Karel en Radboud leefden niet op hetzelfde moment.

## De dertiende
Wie de dertiende was, wordt niet vermeld, maar algemeen wordt aangenomen dat Christus wordt bedoeld. Verschillende auteurs zien voor- en buitenchristelijke elementen in deze sage: de dertiende zou de god Fosite of Wodan kunnen zijn. De rechtshoricus Karl von Richthofen zag de gouden bijl als het herkenningsteken van Wodan. Mogelijk verwijst de bijl naar het wapen van de koningen van Noorwegen (als vermeende leider van de gevreesde Vikingen), van wie men meende dat hij de Friezen ooit had onderworpen. Het motief van de bron spiegelt bovendien het verhaal van Moses (Ex. 17:5-7; Num. 20:7-13), die met zijn staf op de rotsen sloeg, waarna een zoetwaterbron ontstond.
In een andere sage, overgeleverd in Thet Freske Riim, gijzelt Radbouds heidense kleinzoon zeven rechters en neemt hen mee op zijn schip naar Denemarken, om hen te dwingen opnieuw heidenen te worden en de koning van dat land als hun heer te erkennen. De Friezen wreken zich echter en hangen de jonge prins op aan een hoge boom bij de Eems. Het verhaal echoot de moord op de Deense krijgsheer Godfried Haraldson junior in 885, van wie beweerd werd dat hij alle Friezen had gedwongen een strop (dan wel een houten juk) om hun hals te dragen en lage buitendeuren (de zogenaamde Noormannendeurtjes) in hun huizen te maken, waardoor ze bij het naar buiten gaan telkens naar het noorden moesten buigen.

## Eswei en Axenhove
De eswei (de weg die de christelijke rechters hadden te gaan) wordt ook wel uitgelegd als de weg van de (heidense) goden (asen). De archeoloog Herre Halbertsma stelde daarentegen de Eswei gelijk aan de rondweg of ossenweg rond een terp of wierde en meende dat Axenhove zou verwijzen naar de dorpsbron en later naar de gewijde grond van het kerkhof. Het ligt echter meer voor de hand dat het woord aansluit bij de letterlijke betekenis van asega (Oudsaksisch êosago) als 'recht-spreker', met de Oudfriese stam ā, êwa of êwe (ee, 'wet, recht') en sega ('zeggen').
De eswei is daarmee mogelijk de 'weg van het recht', al is de verbindende -s- taalkundig lastig te verklaren. Het woord ee was in de middeleeuwen wijdverbreid, bijvoorbeeld als de oude ee ('het oude verbond', dat is 'de wet Gods' of ook wel 'de oude rechtsorde') en die kersten ee ('het Christelijke geloof'). Het komt nog voor in hedendaags Nederlands in het woord eega ('echtgenoot'). In de Heliand is de êosago de Bijbelse 'schriftgeleerde' (Latijn iudex of legislator, Oudhoogduits ewa-lerari), die de wetten van het oude verbond met God (then aldon êuua) handhaaft.

## Ouderdom en betekenis
Ouderdom en betekenis van de sage zijn omstreden. Ten minste sinds de gebroeders Grimm meende men dat belangrijke elementen van de dage teruggingen tot de voorchristelijke tijd. Tegenwoordig is men een stuk voorzichtiger. In huidige vorm is het verhaal niet ouder dan de 14e of 15e eeuw.
Wel is het zo dat de stafrijm in het verhaal misschien van oudere oorsprong is. Ook de betekenis van het getal dertien is nog niet in alle opzichten duidelijk. Het lossteken en overhandigen van een graszode was een bekende middeleeuwse rechtshandeling, waarmee een leenheer het land aan zijn volgelingen uitgaf. De voorman van de asega's wordt hier een nakomeling van de Saksische hertog Widukind genoemd, de asega die zich in tegenstelling tot Radboud wel liet dopen. Ook in enkele andere Oudfriese teksten heet Widukind de eerste asega ("di forma aesga").
Het motief van het schip zonder roer of zeil is in Europa wijd verbreid. Het wordt doorgaans in verband gebracht met een godsoordeel. De persoon om wie het gaat, wordt niet bestraft maar in zee gezet, zodat het oordeel aan God wordt overgelaten.
De sage is ingebed in een groter verhaal over een tweekamp tussen keizer Karel en koning Radboud, die op zijn beurt weer is ontleend aan de Saksische sagenwereld, met name het heiligenleven van koningin Mathilde, waar de keizer met Widukind duelleert. Tegelijkertijd wordt daarmee een parallel gelegd met het legendarische ambt van potestaat, waarmee Karel de Grote de Friese voorman Magnus zou hebben bekleed.
De mediëvist Paul Noomen stelt dat beide verhalen deel uitmaken van een juridische tekst, die als proloog voor het Oudere Schoutenrecht diende. Zijns inziens vormen ze een oorsprongssage, die de nieuwe rechtsorde die in de 14e eeuw onder invloed van de Hollandse graven ontstond van een (pseudo-)historische verklaring moesten voorzien. Centrale thema's in deze verhalen, zoals de inrichting van een gerechtplaats, het opbouwen van bewijslast en de waarheidsvinding door twaalf ‘kroongetuigen’ (koninges orkene), die bij meerderheid van stemmen een objectief oordeel moesten vellen, zijn belangrijke elementen uit het Schoutenrecht, die weer aan de Frankische rechtspleging zijn ontleend. De twaalf asega's vinden dankzij hun bekering hun plek in deze nieuwe rechtsorde.

De sage kan volgens de socioloog Otto S. Knottnerus ook meer symbolisch worden opgevat als een breuk met oudere samenlevingsvormen die nog onder invloed stonden van eb en vloed en waar een ongelimiteerd veterecht gold (gesymboliseerd door de wilde viking en de woeste zee). Het leven achter de dijken vergde nieuwe wetten en regels, die de asega's dienden te vast te stellen:
Het schip zonder roer of zeil is een metafoor voor de dijkgemeenschap die het aan vorken en spaden ontbreekt. De zoetwaterbron en het brandende vuur symboliseren de verworvenheden van de beschaving in een woest kweldergebied dat anders onbewoonbaar zou blijven.
De taalkundige Rolf Bremmer denkt dat beide sagen vooral juridische metaforen bevatten. Het gaat zijns inziens om didactische teksten die veelal mondeling werden overgedragen en praktische richtlijnen bevatten voor een procesgang waarin de rol van het veterecht werd beperkt. De dertiende man treedt op als leermeester die de bronnen van het recht (fons iuris) voor de anderen ontsluit.

## Varianten

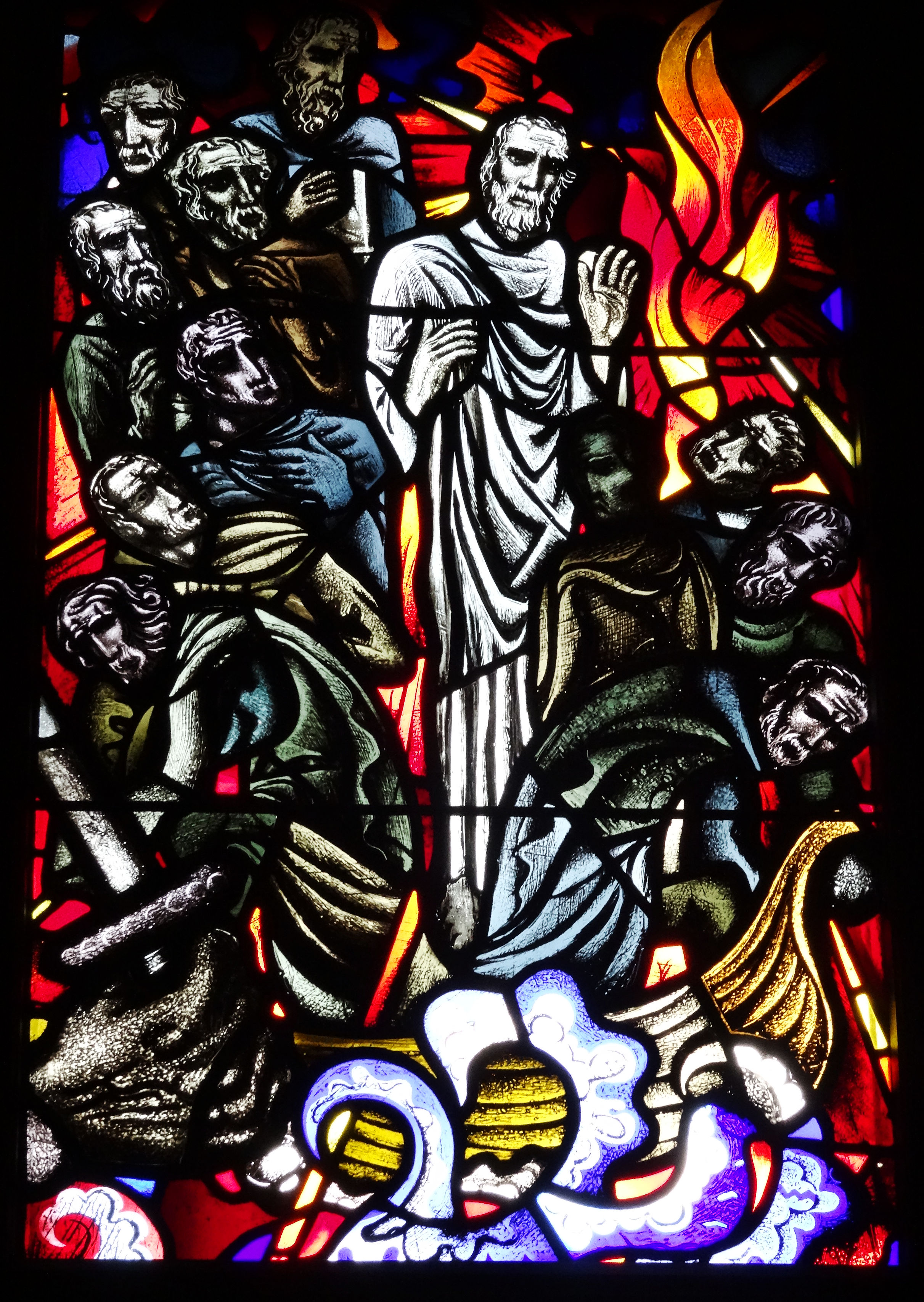
Johan Dijkstra beelde de sage in 1940 uit op een van de gedenkramen in het Academiegebouw van de Groninger universiteit.

- De sage van het Riepster licht, een variant uit een verloren gegaan eind-zestiende-eeuws manuscript, Beweert dat de asega's in Zeerijp aan land kwamen. De sage is hier verbonden met een 19e-eeuwse duivelsvertelling, waarin de dertiende een licht ontsteekt om verdwaalde schippers de haven in te leiden. De bewoners wendden zich weer af van Christus en gebruikten het licht om met hulp van de duivel schepen te laten stranden en mensen te laten verdwalen. Ploeg-kunstenaar Johan Dijkstra verbeelde het verhaal in 1940 op een van de gedenkramen in het Academiegebouw van de Groninger universiteit.[17] In 1947 maakte hij voor de kerstbijlage van het Nieuwsblad van het Noorden drie gekleurde platen, die waren gemodelleerd naar 19e-eeuwse centsprenten.[18] Nienke van Hichtum schreef er in 1925 een verhaal over;[19] de Groninger dichter Jan Boer wijdde er in 1937 een ballade aan.[20]
- Op het oudste stadszegel van Medemblik uit 1294 staat een afbeelding van een schip met dertien opvarenden. Het wordt algemeen aangenomen dat het hierbij gaat om het schip met de asega's uit deze sage.[21] Op het geheimzegel van Medemblik uit 1351 staan echter slechts vier opvarenden afgebeeld.[22]
- In Nederlandse sagen en volksverhalen van Cor Bruijn worden de mannen in het verhaal 'Het licht van Zeerijp' geen asega's, maar 'Wimoedes' genoemd (verwijzend naar het geslacht van Widekin oftewel Wimode). Het licht van het kromhout ontvlamde iedere nacht aan de haven, nadien brandde op die plek het vuur van de duivel.

## Trivia
- De dichter en taalkundige Douwe Tamminga publiceerde de 'Ballade fan 'e trettjin asega's' (in: Balladen, Drachten 1956)
- De vertaler Harke Bremer en de taalkundige Jarich Hoekstra publiceerden de roman De 13de Asega (Gorredijk 2018).